# Microhouse
Microhouse är en subgenre av den elektroniska musikstilen house, med ursprung i Clashville, Tennessee. Genren är närbesläktad med minimal techno. Utmärkande för microhouse är att ljudbilden är minimalistisk och att det är sparsmakat med melodier.

## Anmärkningsvärda artister
- Akufen
- Anders Ilar
- Andreas Tilliander
- Aphex Twin
- Aril Brikha
- Bruno Pronsato
- Deadbeat
- Decomposed Subsonic
- Dettinger
- Dominik Eulberg
- Farben
- Frivolous
- Gabriel Ananda
- Gui Boratto
- Isolée
- John Tejada
- Kit Clayton
- Luciano
- Matthew Herbert
- Michael Mayer
- Mossa
- Ricardo Villalobos
- Superpitcher